# Бокс на летней Спартакиаде народов СССР 1986
Соревнования по боксу на IX летней Спартакиаде народов СССР проходили 18—27 сентября 1986 года в Москве. Они не носили статус чемпионата СССР 1986 года, который был проведён отдельно с 21 февраля по 2 марта в городе Алма-Ата.

## Медалисты
| Весовая категория | Золото                          | Серебро                         | Бронза                         |
| До 48 кг          | Александр Махмутов Электросталь | Ншан Мунчян Ереван              | Каримжан Абдрахманов Алма-Ата  |
| До 48 кг          | Александр Махмутов Электросталь | Ншан Мунчян Ереван              | Владимир Штында Ровно          |
| До 51 кг          | Владислав Антонов Ленинград     | Амзалы Акылбаев Джезказган      | Ринвидас Билюс Каунас          |
| До 51 кг          | Владислав Антонов Ленинград     | Амзалы Акылбаев Джезказган      | Ильяс Рахимджанов Ташкент      |
| До 54 кг          | Александр Артемьев Ленинград    | Хвича Хдрян Тбилиси             | Касым Рахимов Ташкент          |
| До 54 кг          | Александр Артемьев Ленинград    | Хвича Хдрян Тбилиси             | Г. Тевосян Ереван              |
| До 57 кг          | Мехак Казарян Ленинакан         | Альберт Казанджян Тбилиси       | Айрат Хаматов Казань           |
| До 57 кг          | Мехак Казарян Ленинакан         | Альберт Казанджян Тбилиси       | Сергей Суходоев Днепропетровск |
| До 60 кг          | Орзубек Назаров Фрунзе          | Михаил Литвинов Ленинград       | Александр Ельцов Баку          |
| До 60 кг          | Орзубек Назаров Фрунзе          | Михаил Литвинов Ленинград       | Андрей Мишин Днепропетровск    |
| До 63,5 кг        | Игорь Ружников Темиртау         | А. Щербаков Москва              | Владимир Рюмин Донецк          |
| До 63,5 кг        | Игорь Ружников Темиртау         | А. Щербаков Москва              | Степан Шахбазян Ереван         |
| До 67 кг          | Гаджи Темирболатов Москва       | Талиб Исраилов Фергана          | Александр Сабор Ленинград      |
| До 67 кг          | Гаджи Темирболатов Москва       | Талиб Исраилов Фергана          | Александр Антикуз Донецк       |
| До 71 кг          | Виктор Егоров Владимир          | Евгений Зайцев Джамбул          | М. Тихоненко Витебск           |
| До 71 кг          | Виктор Егоров Владимир          | Евгений Зайцев Джамбул          | Армен Карамян Севан            |
| До 75 кг          | Руслан Тарамов Грозный          | Олег Заболоцких Рудный          | Гинтаутас Баканаускас Вильнюс  |
| До 75 кг          | Руслан Тарамов Грозный          | Олег Заболоцких Рудный          | Станислав Смирнов Джезказган   |
| До 81 кг          | Юрий Ваулин Юрмала              | Сергей Кобозев Москва           | Тимофей Чернов Чимкент         |
| До 81 кг          | Юрий Ваулин Юрмала              | Сергей Кобозев Москва           | Пётр Мищенко Полтава           |
| До 91 кг          | Александр Золкин Москва         | Евгений Судаков Дмитровград     | А. Жуковский Лиепая            |
| До 91 кг          | Александр Золкин Москва         | Евгений Судаков Дмитровград     | Станислав Бойко Рига           |
| Свыше 91 кг       | Александр Бурмистров Москва     | Александр Мирошниченко Кустанай | С. Асанидзе Чиатура            |
| Свыше 91 кг       | Александр Бурмистров Москва     | Александр Мирошниченко Кустанай | Сергей Алёшин Уфа              |